# Бузовая (аэродром)
 Аэродром Бузовая  (англ. Aerodrome "Buzovaya"/"BUZOVA") — спортивный аэродром, находящийся в Киевской области и всего в 40 км от Киева.
На территории аэродрома находится планерный клуб.

## Инфраструктура аэродрома
На аэродроме находится 2 ВПП, первая 900х40 м, вторая 500х40 м, обе грунтовые.